# Logički operatori u matematici
| Simbol  | Name                                          | Objašnjenje | Primjeri                                                                               | Unicode Value                               | HTML Entity           | LaTeX simbol |
| Simbol  | Čita se kao                                   | Objašnjenje | Primjeri                                                                               | Unicode Value                               | HTML Entity           | LaTeX simbol |
| Simbol  | Kategorija                                    | Objašnjenje | Primjeri                                                                               | Unicode Value                               | HTML Entity           | LaTeX simbol |
| ------- | --------------------------------------------- | --- | -------------------------------------------------------------------------------------- | ------------------------------------------- | --------------------- | --- |
| ⇒ → ⊃   | materijalna implikacija                       | A ⇒ B znači da ako je A istinit, tada je B također istinit; ako je A neistinit, tada o B nije ništa rečeno. → bi moglo značiti isto kao ⇒ (simbol može implicirati domenu i kodomenu od funkcije; vidi tablicu matematičkih simbola). ⊃ bi moglo značiti isto kao ⇒ (simbol bi mogao značiti i superset). | x = 2 ⇒ x2 = 4 je istinit, ali x2 = 4 ⇒ x = 2 je u pravilo krivo (jer x može biti −2). | U+21D2 U+2192 U+2283                        | &rArr; &rarr; &sup;   | {\displaystyle \Rightarrow }\Rightarrow {\displaystyle \to }\to {\displaystyle \supset }\supset                               |
| ⇒ → ⊃   | implicira; ako ... tada je                    | A ⇒ B znači da ako je A istinit, tada je B također istinit; ako je A neistinit, tada o B nije ništa rečeno. → bi moglo značiti isto kao ⇒ (simbol može implicirati domenu i kodomenu od funkcije; vidi tablicu matematičkih simbola). ⊃ bi moglo značiti isto kao ⇒ (simbol bi mogao značiti i superset). | x = 2 ⇒ x2 = 4 je istinit, ali x2 = 4 ⇒ x = 2 je u pravilo krivo (jer x može biti −2). | U+21D2 U+2192 U+2283                        | &rArr; &rarr; &sup;   | {\displaystyle \Rightarrow }\Rightarrow {\displaystyle \to }\to {\displaystyle \supset }\supset                               |
| ⇒ → ⊃   | propozicijska logika, Heyting algebra         | A ⇒ B znači da ako je A istinit, tada je B također istinit; ako je A neistinit, tada o B nije ništa rečeno. → bi moglo značiti isto kao ⇒ (simbol može implicirati domenu i kodomenu od funkcije; vidi tablicu matematičkih simbola). ⊃ bi moglo značiti isto kao ⇒ (simbol bi mogao značiti i superset). | x = 2 ⇒ x2 = 4 je istinit, ali x2 = 4 ⇒ x = 2 je u pravilo krivo (jer x može biti −2). | U+21D2 U+2192 U+2283                        | &rArr; &rarr; &sup;   | {\displaystyle \Rightarrow }\Rightarrow {\displaystyle \to }\to {\displaystyle \supset }\supset                               |
| ⇔ ≡ ↔   | materijalna ekvivalencija                     | A ⇔ B znači de je A istinit ako i samo ako je B istinit. | x + 5 = y +2 ⇔ x + 3 = y                                                               | U+21D4 U+2261 U+2194                        | &hArr; &equiv; &harr; | {\displaystyle \Leftrightarrow }\Leftrightarrow {\displaystyle \equiv }\equiv {\displaystyle \leftrightarrow }\leftrightarrow |
| ⇔ ≡ ↔   | ako i samo ako; iff                           | A ⇔ B znači de je A istinit ako i samo ako je B istinit. | x + 5 = y +2 ⇔ x + 3 = y                                                               | U+21D4 U+2261 U+2194                        | &hArr; &equiv; &harr; | {\displaystyle \Leftrightarrow }\Leftrightarrow {\displaystyle \equiv }\equiv {\displaystyle \leftrightarrow }\leftrightarrow |
| ⇔ ≡ ↔   | propozicijska logika                          | A ⇔ B znači de je A istinit ako i samo ako je B istinit. | x + 5 = y +2 ⇔ x + 3 = y                                                               | U+21D4 U+2261 U+2194                        | &hArr; &equiv; &harr; | {\displaystyle \Leftrightarrow }\Leftrightarrow {\displaystyle \equiv }\equiv {\displaystyle \leftrightarrow }\leftrightarrow |
| ¬ ˜ !   | negacija                                      | Izraz ¬A je istinit ako i samo ako je A neistinit. Kosa crta smještena kroz drugi operator je isto kao i "¬" smješten od ispred. | ¬(¬A) ⇔ A x ≠ y ⇔ ¬(x = y)                                                             | U+00AC U+02DC                               | &ne; &tilde; ~        | {\displaystyle \neg }\lnot or \neg {\displaystyle \sim }\sim                                                                  |
| ¬ ˜ !   | ne                                            | Izraz ¬A je istinit ako i samo ako je A neistinit. Kosa crta smještena kroz drugi operator je isto kao i "¬" smješten od ispred. | ¬(¬A) ⇔ A x ≠ y ⇔ ¬(x = y)                                                             | U+00AC U+02DC                               | &ne; &tilde; ~        | {\displaystyle \neg }\lnot or \neg {\displaystyle \sim }\sim                                                                  |
| ¬ ˜ !   | propozicijska logika                          | Izraz ¬A je istinit ako i samo ako je A neistinit. Kosa crta smještena kroz drugi operator je isto kao i "¬" smješten od ispred. | ¬(¬A) ⇔ A x ≠ y ⇔ ¬(x = y)                                                             | U+00AC U+02DC                               | &ne; &tilde; ~        | {\displaystyle \neg }\lnot or \neg {\displaystyle \sim }\sim                                                                  |
| ∧ • &   | logička konjunkcija                           | Izraz A ∧ B je istinit ako su i A i B istiniti; uostalom su neistiniti. | n < 4 ∧ n >2 ⇔ n = 3 kada je n prirodni broj.                                          | U+2227 U+0026                               | &and; &amp;           | {\displaystyle \wedge }\wedge or \land \&                                                                                     |
| ∧ • &   | i                                             | Izraz A ∧ B je istinit ako su i A i B istiniti; uostalom su neistiniti. | n < 4 ∧ n >2 ⇔ n = 3 kada je n prirodni broj.                                          | U+2227 U+0026                               | &and; &amp;           | {\displaystyle \wedge }\wedge or \land \&                                                                                     |
| ∧ • &   | propozicijska logika                          | Izraz A ∧ B je istinit ako su i A i B istiniti; uostalom su neistiniti. | n < 4 ∧ n >2 ⇔ n = 3 kada je n prirodni broj.                                          | U+2227 U+0026                               | &and; &amp;           | {\displaystyle \wedge }\wedge or \land \&                                                                                     |
| ∨ + ǀ   | logička disjunkcija                           | Izraz A ∨ B je istinit ako A ili B (ili oboje) su istiniti; ako su oboje neistiniti, izraz je neistinit. | n ≥ 4 ∨ n ≤ 2 ⇔ n ≠ 3 kada je n prirodni broj.                                         | U+2228                                      | &or;                  | {\displaystyle \lor }\lor or \vee                                                                                             |
| ∨ + ǀ   | ili                                           | Izraz A ∨ B je istinit ako A ili B (ili oboje) su istiniti; ako su oboje neistiniti, izraz je neistinit. | n ≥ 4 ∨ n ≤ 2 ⇔ n ≠ 3 kada je n prirodni broj.                                         | U+2228                                      | &or;                  | {\displaystyle \lor }\lor or \vee                                                                                             |
| ∨ + ǀ   | propozicijska logika                          | Izraz A ∨ B je istinit ako A ili B (ili oboje) su istiniti; ako su oboje neistiniti, izraz je neistinit. | n ≥ 4 ∨ n ≤ 2 ⇔ n ≠ 3 kada je n prirodni broj.                                         | U+2228                                      | &or;                  | {\displaystyle \lor }\lor or \vee                                                                                             |
| ⊕ ⊻     | izostavna disjunkcija                         | Izraz A ⊕ B je istinit kada su bilo A ili B, ali ne oboje, istiniti. A ⊻ B znači isto. | (¬A) ⊕ A je uvijek istinito, A ⊕ A je uvijek neistinito.                               | U+2295 U+22BB                               | &oplus;               | {\displaystyle \oplus }\oplus {\displaystyle \veebar }\veebar                                                                 |
| ⊕ ⊻     | xor                                           | Izraz A ⊕ B je istinit kada su bilo A ili B, ali ne oboje, istiniti. A ⊻ B znači isto. | (¬A) ⊕ A je uvijek istinito, A ⊕ A je uvijek neistinito.                               | U+2295 U+22BB                               | &oplus;               | {\displaystyle \oplus }\oplus {\displaystyle \veebar }\veebar                                                                 |
| ⊕ ⊻     | propozicijska logika, Istina/neistina algebra | Izraz A ⊕ B je istinit kada su bilo A ili B, ali ne oboje, istiniti. A ⊻ B znači isto. | (¬A) ⊕ A je uvijek istinito, A ⊕ A je uvijek neistinito.                               | U+2295 U+22BB                               | &oplus;               | {\displaystyle \oplus }\oplus {\displaystyle \veebar }\veebar                                                                 |
| ⊤ T 1   | Tautologija                                   | Izraz ⊤ je bezuvjetno istinit. | A ⇒ ⊤ je uvijek istinit.                                                               | U+22A4                                      | T                     | {\displaystyle \top }\top |
| ⊤ T 1   | vrh                                           | Izraz ⊤ je bezuvjetno istinit. | A ⇒ ⊤ je uvijek istinit.                                                               | U+22A4                                      | T                     | {\displaystyle \top }\top |
| ⊤ T 1   | propozicijska logika, Boolean algebra         | Izraz ⊤ je bezuvjetno istinit. | A ⇒ ⊤ je uvijek istinit.                                                               | U+22A4                                      | T                     | {\displaystyle \top }\top |
| ⊥ F 0   | Kontradikcija                                 | Izraz ⊥ je bezuvjetno neistinit. | ⊥ ⇒ A je uvijek istinit.                                                               | U+22A5                                      | &perp; F              | {\displaystyle \bot }\bot |
| ⊥ F 0   | dno                                           | Izraz ⊥ je bezuvjetno neistinit. | ⊥ ⇒ A je uvijek istinit.                                                               | U+22A5                                      | &perp; F              | {\displaystyle \bot }\bot |
| ⊥ F 0   | propozicijska logika, Boolean algebra         | Izraz ⊥ je bezuvjetno neistinit. | ⊥ ⇒ A je uvijek istinit.                                                               | U+22A5                                      | &perp; F              | {\displaystyle \bot }\bot |
| ∀       | univerzalna kvantifikacija                    | ∀ x: P(x) znači da je P(x) istinit za sve x. | ∀ n ∈ N: n2 ≥ n.                                                                       | U+2200                                      | &forall;              | {\displaystyle \forall }\forall                                                                                               |
| ∀       | za sve; za bilo što; za svaki                 | ∀ x: P(x) znači da je P(x) istinit za sve x. | ∀ n ∈ N: n2 ≥ n.                                                                       | U+2200                                      | &forall;              | {\displaystyle \forall }\forall                                                                                               |
| ∀       | predikatna logika                             | ∀ x: P(x) znači da je P(x) istinit za sve x. | ∀ n ∈ N: n2 ≥ n.                                                                       | U+2200                                      | &forall;              | {\displaystyle \forall }\forall                                                                                               |
| ∃       | egzistencijalna kvantifikacija                | ∃ x: P(x) znači da postoji barem jedan x takav da je P(x) istinit. | ∃ n ∈ N: n je paran.                                                                   | U+2203                                      | &exist;               | {\displaystyle \exists }\exists                                                                                               |
| ∃       | postoji                                       | ∃ x: P(x) znači da postoji barem jedan x takav da je P(x) istinit. | ∃ n ∈ N: n je paran.                                                                   | U+2203                                      | &exist;               | {\displaystyle \exists }\exists                                                                                               |
| ∃       | prvoredna logika                              | ∃ x: P(x) znači da postoji barem jedan x takav da je P(x) istinit. | ∃ n ∈ N: n je paran.                                                                   | U+2203                                      | &exist;               | {\displaystyle \exists }\exists                                                                                               |
| ∃!      | kvantifikacija po posebnosti                  | ∃! x: P(x) znači da postoji točno jedan x takav da je P(x) istinit. | ∃! n ∈ N: n + 5 = 2n.                                                                  | U+2203 U+0021                               | &exist; !             | {\displaystyle \exists !}\exists !                                                                                            |
| ∃!      | postoji točno jedan                           | ∃! x: P(x) znači da postoji točno jedan x takav da je P(x) istinit. | ∃! n ∈ N: n + 5 = 2n.                                                                  | U+2203 U+0021                               | &exist; !             | {\displaystyle \exists !}\exists !                                                                                            |
| ∃!      | prvoredna logika                              | ∃! x: P(x) znači da postoji točno jedan x takav da je P(x) istinit. | ∃! n ∈ N: n + 5 = 2n.                                                                  | U+2203 U+0021                               | &exist; !             | {\displaystyle \exists !}\exists !                                                                                            |
| := ≡ :⇔ | definicija                                    | x := y or x ≡ y znači da je x definirano kao drugo ime za y (pazite: ≡ može značiti i još nešto, poput kongruencije). P :⇔ Q znači da je P logički ekvivalent Q. | cosh x := (1/2)(exp x + exp (−x)) A XOR B :⇔ (A ∨ B) ∧ ¬(A ∧ B)                        | U+2254 (U+003A U+003D) U+2261 U+003A U+229C | := : &equiv; &hArr;   | {\displaystyle :=}:= {\displaystyle \equiv }\equiv {\displaystyle \Leftrightarrow }\Leftrightarrow                            |
| := ≡ :⇔ | definirano kao                                | x := y or x ≡ y znači da je x definirano kao drugo ime za y (pazite: ≡ može značiti i još nešto, poput kongruencije). P :⇔ Q znači da je P logički ekvivalent Q. | cosh x := (1/2)(exp x + exp (−x)) A XOR B :⇔ (A ∨ B) ∧ ¬(A ∧ B)                        | U+2254 (U+003A U+003D) U+2261 U+003A U+229C | := : &equiv; &hArr;   | {\displaystyle :=}:= {\displaystyle \equiv }\equiv {\displaystyle \Leftrightarrow }\Leftrightarrow                            |
| := ≡ :⇔ | svugdje                                       | x := y or x ≡ y znači da je x definirano kao drugo ime za y (pazite: ≡ može značiti i još nešto, poput kongruencije). P :⇔ Q znači da je P logički ekvivalent Q. | cosh x := (1/2)(exp x + exp (−x)) A XOR B :⇔ (A ∨ B) ∧ ¬(A ∧ B)                        | U+2254 (U+003A U+003D) U+2261 U+003A U+229C | := : &equiv; &hArr;   | {\displaystyle :=}:= {\displaystyle \equiv }\equiv {\displaystyle \Leftrightarrow }\Leftrightarrow                            |
| ( )     | Precedentno grupiranje                        | Izvodi prvo operacije unutar zagrada. | (8/4)/2 = 2/2 = 1, ali je 8/(4/2) = 8/2 = 4.                                           | U+0028 U+0029                               | ( )                   | {\displaystyle (~)} ( ) |
| ( )     |                                               | Izvodi prvo operacije unutar zagrada. | (8/4)/2 = 2/2 = 1, ali je 8/(4/2) = 8/2 = 4.                                           | U+0028 U+0029                               | ( )                   | {\displaystyle (~)} ( ) |
| ( )     | svugdje                                       | Izvodi prvo operacije unutar zagrada. | (8/4)/2 = 2/2 = 1, ali je 8/(4/2) = 8/2 = 4.                                           | U+0028 U+0029                               | ( )                   | {\displaystyle (~)} ( ) |
| ⊢       | okretno                                       | x ⊢ y znači da je y dokazivo iz x (u nekon određenom formalnom sistemu). | A → B ⊢ ¬B → ¬A                                                                        | U+22A6                                      | &⊢                    | {\displaystyle \vdash }\vdash                                                                                                 |
| ⊢       | dokazivo                                      | x ⊢ y znači da je y dokazivo iz x (u nekon određenom formalnom sistemu). | A → B ⊢ ¬B → ¬A                                                                        | U+22A6                                      | &⊢                    | {\displaystyle \vdash }\vdash                                                                                                 |
| ⊢       | propozicijska logika, prvoredna logika        | x ⊢ y znači da je y dokazivo iz x (u nekon određenom formalnom sistemu). | A → B ⊢ ¬B → ¬A                                                                        | U+22A6                                      | &⊢                    | {\displaystyle \vdash }\vdash                                                                                                 |
| ⊨       | dvostruki smjer                               | x ⊨ y znači da x semantično upotpunjuje y | A → B ⊨ ¬B → ¬A                                                                        | U+22A7                                      | &#8872;               | {\displaystyle \models }\models                                                                                               |
| ⊨       | upotpunjuje                                   | x ⊨ y znači da x semantično upotpunjuje y | A → B ⊨ ¬B → ¬A                                                                        | U+22A7                                      | &#8872;               | {\displaystyle \models }\models                                                                                               |
| ⊨       | propozicijska logika, prvoredna logika        | x ⊨ y znači da x semantično upotpunjuje y | A → B ⊨ ¬B → ¬A                                                                        | U+22A7                                      | &#8872;               | {\displaystyle \models }\models                                                                                               |
| ≌       | sukladno                                      | \|AB\| ≌ \|CD\| | A → B ≌ ¬B → ¬A                                                                        | U+22A7                                      | ()                    | {\displaystyle \models }\models                                                                                               |
| ≌       | nejednako                                     | \|AB\| ≌ \|CD\| | A → B ≌ ¬B → ¬A                                                                        | U+22A7                                      | ()                    | {\displaystyle \models }\models                                                                                               |
| ≌       | dokazivo                                      | \|AB\| ≌ \|CD\| | A → B ≌ ¬B → ¬A                                                                        | U+22A7                                      | ()                    | {\displaystyle \models }\models                                                                                               |
| ≠       | nejednako                                     | \|AB\| ≠ \|CD\| | A → B ≠ ¬B → ¬A                                                                        | U+22A7                                      | ()                    | {\displaystyle \models }\models                                                                                               |
| ≠       | zaokruženo na                                 | \|AB\| ≠ \|CD\| | A → B ≠ ¬B → ¬A                                                                        | U+22A7                                      | ()                    | {\displaystyle \models }\models                                                                                               |
| ≠       | dokazivo                                      | \|AB\| ≠ \|CD\| | A → B ≠ ¬B → ¬A                                                                        | U+22A7                                      | ()                    | {\displaystyle \models }\models                                                                                               |
| ≈       | zaokruženo na                                 | 4.59 ≈ 5 | A → B ≈ ¬B → ¬A                                                                        | U+22A7                                      | ()                    | {\displaystyle \models }\models                                                                                               |